# Igualdad ante la ley

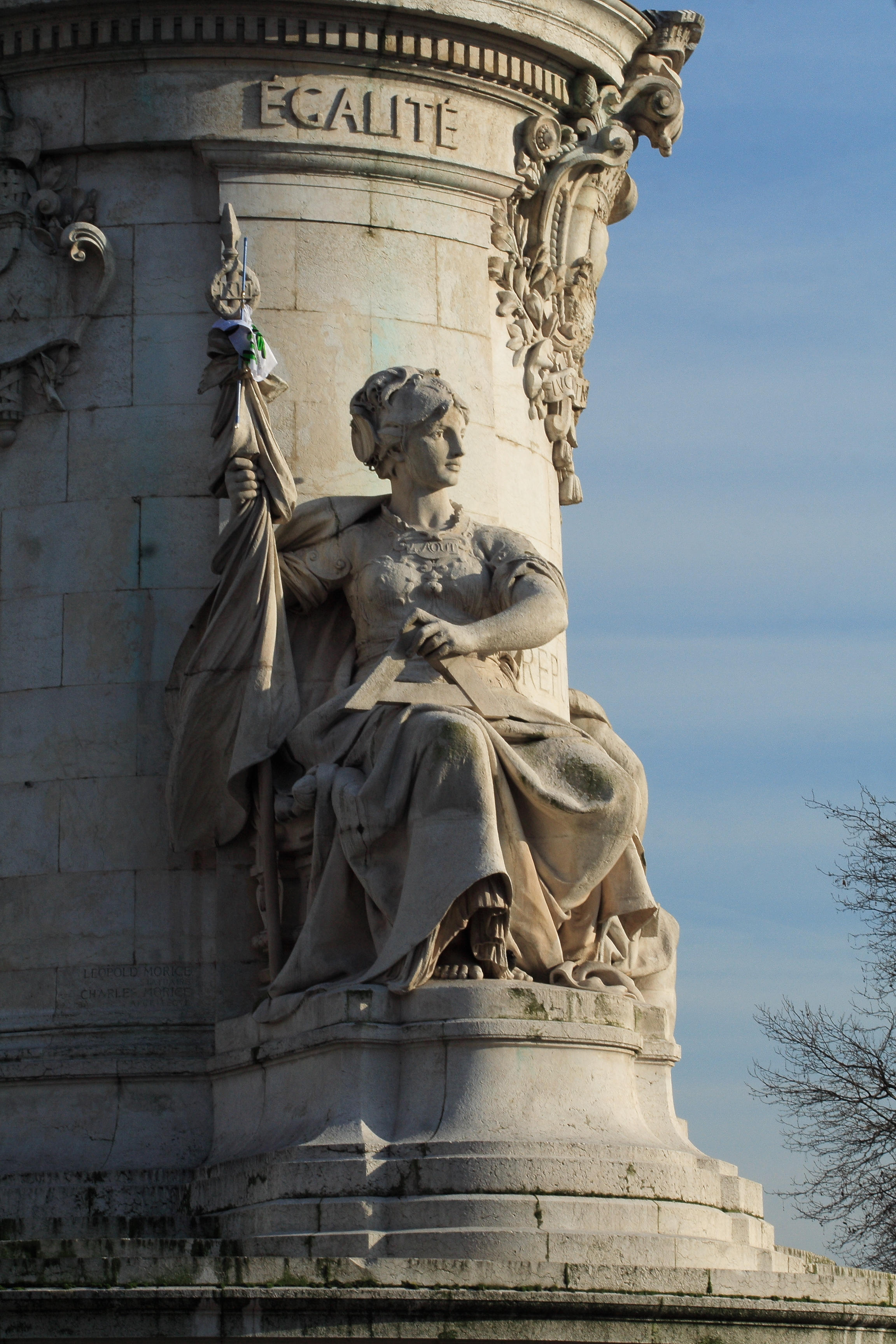
Estatua de la Igualdad, París. Alegoría de igualdad.

La igualdad ante la ley, igualdad bajo la ley, igualdad ante los ojos de la ley o igualdad jurídica es el principio que reconoce que todas las personas deben ser tratadas de la misma manera por la ley (principio de isonomía), y que estén sujetas a las mismas leyes de justicia (debido proceso). Reconoce la equiparación igualitaria de todos los ciudadanos en derechos civiles y políticos, por lo tanto, la ley debe garantizar que ningún individuo o grupo de individuos sea privilegiado o discriminado por el estado sin distinción de raza, sexo, orientación sexual, género, origen nacional, color, origen étnico, religión u otras características ya sean personales o colectivas sin parcialidad.
Es un principio propio del liberalismo y la democracia. Hay un viejo dicho que dice "todos son iguales ante la ley", El autor Anatole France dijo en 1894: "En su majestuosa igualdad, la ley prohíbe a los ricos y pobres dormir bajo puentes, mendigar en las calles y robar panes". La creencia en la igualdad ante la ley se llama igualitarismo legal. El principio de igualdad ante la ley es incompatible y deja de existir con sistemas legales como la esclavitud, la servidumbre, el colonialismo, la monarquía y la teocracia.  Igualdad ante la ley, es el conjunto de derechos y garantías del ordenamiento jurídico. El contenido de las leyes sea igual para todos, o desigual si así corresponde, sobre la fase o en función de la justicia. Igualdad ante la ley, se deben interpretar y aplicar el ordenamiento jurídico, sin incurrir en discriminación, este principio solo implica la no discriminación por parte del estado como una limitación de su poder y no aplica a personas o empresas privadas ya que implicaría una violación de derechos y libertades individuales como los de libre asociación, expresión o de propiedad.

## Historia

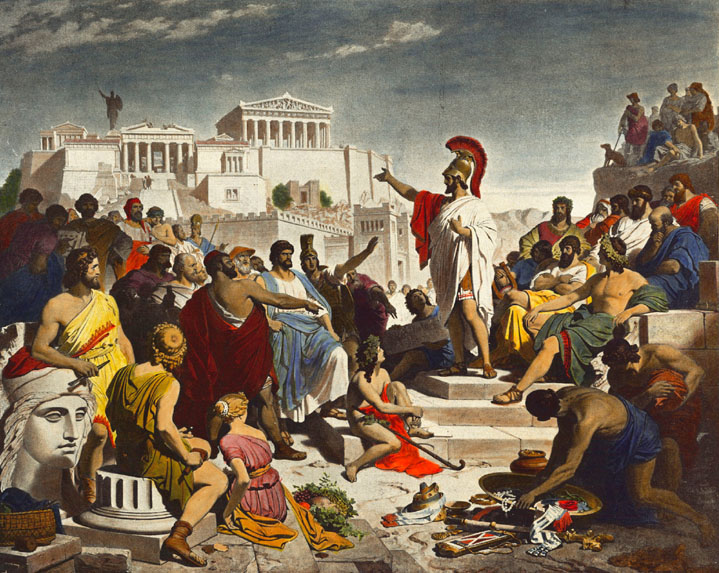
Pintura de Philipp Foltz del siglo XIX que representa al político ateniense Pericles que entrega su famoso discurso fúnebre delante de la asamblea.

La oración funeraria de Pericles de 431 a. C., registrada en la Historia de la Guerra del Peloponeso de Tucídides, incluye un pasaje alabando la igualdad entre los ciudadanos libres de la democracia ateniense:

Tenemos un régimen político que no emula las leyes de las otras ciudades vecinas y comarcanas. Somos modelo para otros, y no imitadores. Su nombre, debido a que el gobierno no pertenece ni está en la minoría sino en la mayoría, es democracia. Si ahora nos fijamos en las leyes, veremos que proporcionan justicia por igual a todos en sus diferencias privadas; en cuanto a la posición social, el progreso en la vida pública deriva de la reputación de una buena capacidad, sin que permitamos que ninguna consideración de clase interfiera en el mérito. Tampoco la pobreza constituye un obstáculo en el camino.
Tucídides, Historia de la Guerra del Peloponeso

Ulpiano aproximadamente en el año 270 d.C., acuña un aforismo donde establece: quod ad ius naturale attinet, omnes homines aequales sunt., que se traduce: "En lo que atañe al derecho natural, todos los hombres son iguales" (Ulpiano: Digesto 50, 17, 32). 
Más común en la antigüedad fue la represión violenta de la igualdad, incluso básica. A pesar del reciente derrocamiento de la monarquía romana y del establecimiento de la república romana y de los sacrosantos tribunos de la plebe, Caeso, hijo de Cincinnatus, dirigió una banda que persiguió a las plebe del foro para impedir la creación de leyes escritas equitativas. En el caso de Roma, la organización de la plebe y la dependencia de los patricios de ellos como obreros y soldados significó que el Conflicto de las Órdenes se resolvió mediante el establecimiento de las Doce Tablas y una mayor igualdad. Nocionalmente, todos los ciudadanos excepto el emperador eran iguales bajo el derecho romano en el período imperial. Sin embargo, esto no se logró en la mayor parte del mundo e, incluso en Europa, el auge de las aristocracias y la nobleza creó sistemas jurídicos desiguales que perduraron hasta la era moderna.

### Isonomía
el gobierno del pueblo tiene, de entrada, el nombre más hermoso del mundo: isonomía; y, por otra parte, no incurre en ninguno de los desafueros que comete el monarca: las magistraturas se desempeñan por sorteo, cada uno rinde cuentas de su cargo y todas las deliberaciones se someten a la comunidad. .Herodoto. Libro III los golpes de los Magos y de Darío. 450 a.C.
Isonomía, que significa igualdad de los derechos políticos, era una palabra utilizada por los escritores griegos antiguos como Heródoto y Tucídides para referirse a algún tipo de gobierno popular.
Según el economista y teórico político Friedrich Hayek, la isonomía tuvo un paladín en el romano Ciceróny en el siglo XI la «redescubrieron» los estudiantes de Derecho de Bolonia, a quienes Hayek atribuye la fundación de gran parte de la tradición jurídica occidental.
El término isonomia (con esta ortografía exacta) se importó a Inglaterra a finales del siglo XVI, con el significado de «igualdad de las leyes para toda clase de personas». Poco después, el traductor de Tito Livio la empleó en la forma Isonomy (aunque no se tratase de una traducción directa del término griego latinizado isonomia) para describir un Estado con leyes iguales para todos y responsabilidad de los magistrados. Durante el siglo XVII fue sustituida gradualmente por las expresiones «igualdad ante la ley», «Estado de Derecho» y «gobierno de la ley».

## Liberalismo clásico
El liberalismo clásico exige la igualdad ante la ley para todas las personas. El liberalismo clásico, tal como lo abrazan los liberales y libertarios, se opone a perseguir derechos de grupos a expensas de los derechos individuales.

## Igualdad de derechos y el Igualitarismo material

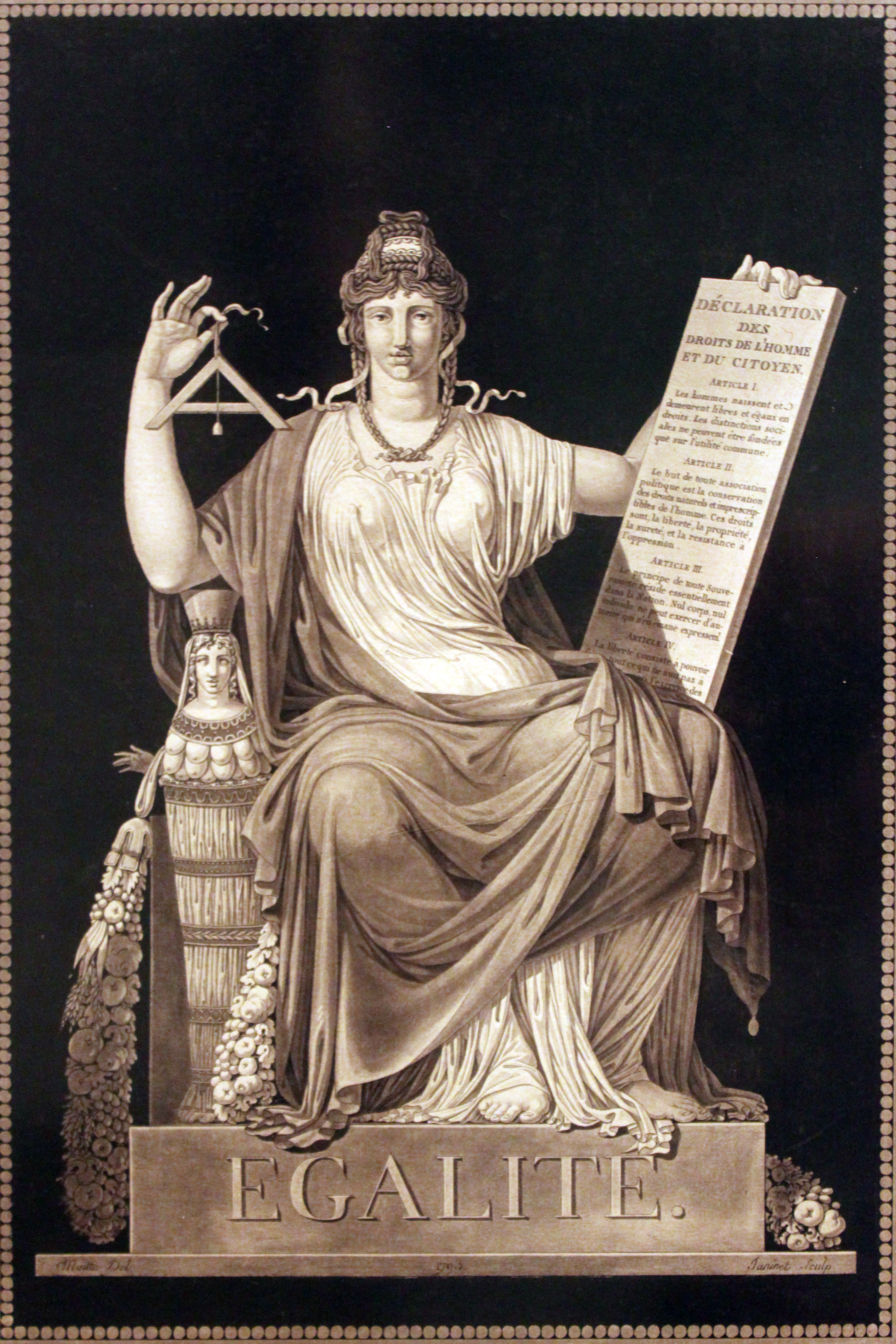
Égalité, 1793, Museo Histórico Alemán.

La igualdad ante la ley es el medio para conseguir la igualdad de derechos civiles y políticos, cuando el igualitarismo material es una hipotética igualdad de resultados impulsado por igualitarismo.
El igualitarismo, en términos materiales, entra en conflicto con la igualdad ante la ley: implica la posibilidad de tratos jurídicos desiguales destinadas a combatir las desigualdades sociales, es decir, de un trato diferenciado mediante la coacción de la ley. Estas desigualdades legales podrían expresarse mediante políticas de acción afirmativa y la redistribución de la riqueza.
Para el economista y filósofo austriaco Friedrich Hayek, la igualdad igualitaria y la igualdad de derechos son incompatibles, debido a que la desigualdad de las condiciones materiales es un resultado directo de la igualdad ante la ley, debido a las diferentes capacidades de las personas. Él escribe:

«Hay toda la diferencia en el mundo entre tratar a las personas por igual y tratar de hacerlas iguales. Mientras que la primera es la condición de una sociedad libre, la segunda significa, como lo describe de Tocqueville, "una nueva forma de servidumbre".»

Pascal Salin vuelve al liberalismo sobre esta distinción y escribe:

«hay de hecho dos nociones diferentes de igualdad, "igualdad de derechos e igualdad de resultados". La primera inspiró la declaración de los derechos del hombre y del ciudadano de 1789 [...] pero es la segunda noción que se ha vuelto dominante [...] La primera noción es manifiestamente liberal e individualista, ya que consiste en reconocer la igual dignidad de cada persona, en dejarle libre para desarrollar su propio destino desde el momento en que sus derechos se determinan y se respetan. La segunda es un producto puro del constructivismo político, ya que consiste en pensar que se puede interferir con los resultados de la acción humana e imponer una redistribución de la riqueza en acorde al modelo decidido por aquellos en el poder, dando a priori derechos sobre la actividad de los demás.»

## Diversas dimensiones del principio de igualdad

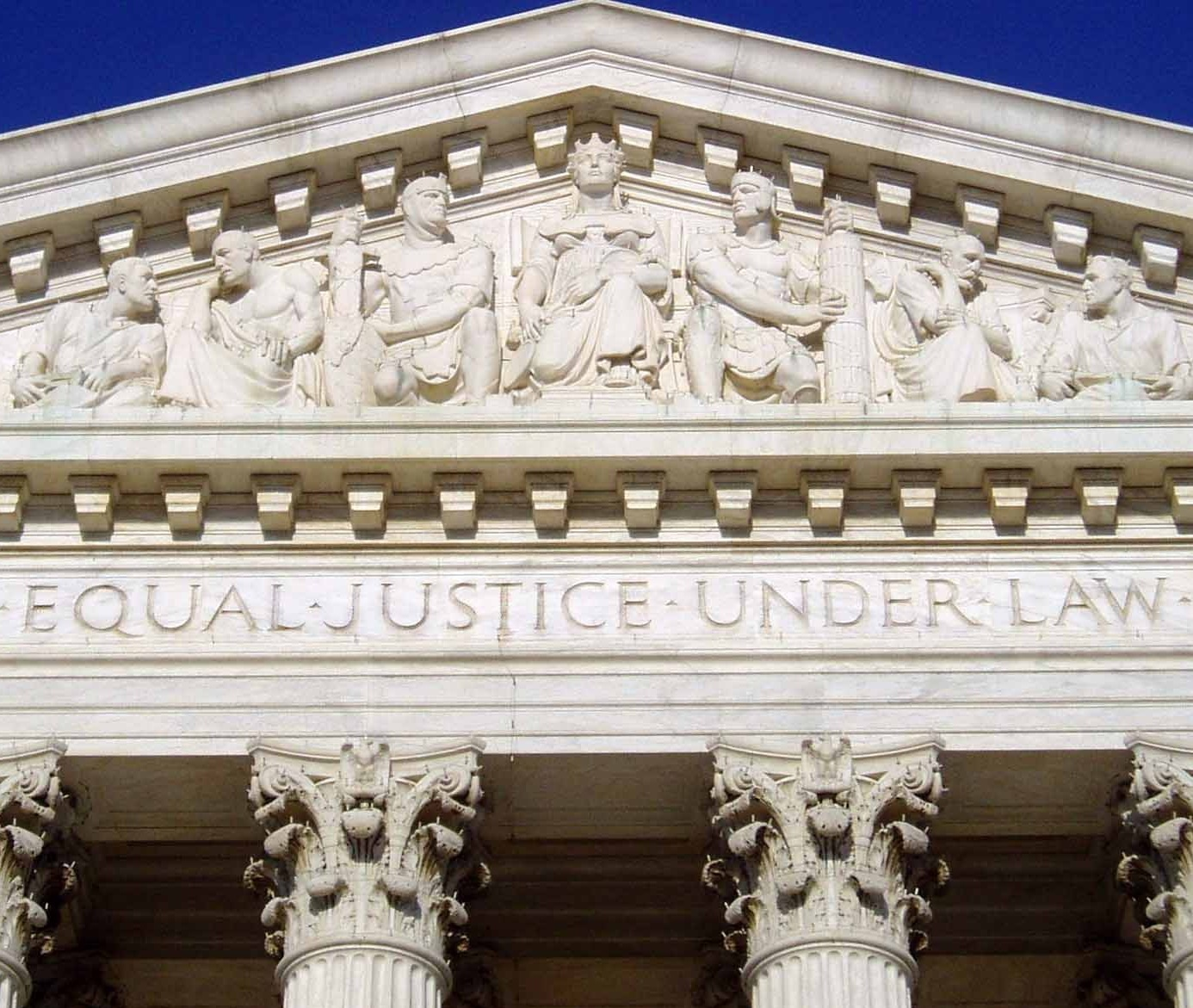
El frente del edificio de la Corte Suprema de Estados Unidos con la frase "Igual justicia bajo la ley".

### Igualdad absoluta e igualdad relativa
La idea de la igualdad absoluta significa tratar mecánicamente por igual independientemente de las condiciones individuales mientras que la igualdad relativa significa la igualdad de trato de las personas en iguales circunstancias.

### Igualdad bajo la ley
- No hay persona ni grupo privilegiados.
- Ni la ley ni autoridad alguna podrán establecer diferencias arbitrarias.

La frase significa que todos son iguales a los ojos de la ley. Nadie está por encima de la ley. Este concepto se deriva de la teoría del Estado de Derecho. Según el Estado de Derecho, una persona solo puede ser castigada por violar una ley que se ha establecido y nada más.
La igualdad ante la ley significa que no debe haber discriminación de una persona. Todos deben ser tratados con igualdad, independientemente del lugar de nacimiento, sexo, religión, raza, casta, riqueza, estatus social, etc.
Por ejemplo, Todas las personas que cometen un delito en particular reciben el mismo castigo. No puede haber una distinción entre un criminal masculino y uno femenino. O un criminal rico y un pobre, si ambos han cometido el mismo crimen.
En un país existen diferentes estilos de vida. existen desigualdades sociales y prejuicios ya existentes en el país. Sesgo basado en la religión, la casta, el género.
```
El derecho a la igualdad pone a todas las personas en el mismo nivel. Este derecho asegura a todo el mundo que la gente en el poder no discriminará entre ellos. Da la seguridad de que todos recibirán iguales condiciones.
```

### Igualdad en la ley
Además se exige que la ley misma trate igual a todos los que están en igualdad de posiciones.
El artículo 200 del Código penal de Japón, la pena por el parricidio, fue declarado inconstitucional por violar la igualdad ante la ley por la Corte Suprema de Justicia de Japón en 1973, como resultado del juicio del Caso del parricidio de Tochigi.

### Igual protección de las leyes
La frase "igualdad de protección de las leyes" significa que las personas en circunstancias similares (iguales) deben ser tratadas por igual, lo cual también significa que aquellos en diferentes circunstancias (desiguales) no deben ser tratados por igual.
Por ejemplo: todos los adultos son iguales y son castigados por igual, pero un niño que comete un asesinato no puede ser castigado como un adulto que comete el mismo crimen, dado que el adulto y el niño no son iguales y deben ser tratados de manera desigual.
El artículo 7 de la Declaración Universal de Derechos Humanos (DUDH) establece que "todos son iguales ante la ley y tienen derecho sin discriminación alguna a igual protección de la ley".

### La obligación de trato igual
Por el principio de igualdad, por el que hay que tratar igual a los iguales y desigual a los desiguales. La exigencia de este trato igual pesa fundamentalmente sobre las autoridades públicas, aunque la jurisprudencia más reciente está imponiendo obligaciones parecidas en el sector privado. Tal identificación entre públicos y privados ha sido cuestionada en la doctrina.
Existen diferentes test diseñados por la jurisprudencia para determinar si se ha cumplido con la obligación del trato igual. Suelen incluir en el test la fórmula tripartita del principio de razonabilidad (o de proporcionalidad), a fin de determinar si la distinción es arbitraria o discriminante. En todo caso, primero hay que examinar si hay obligación de trato igual, a fin de usar los diferentes test previstos por la jurisprudencia.

## La igualdad en las monarquías
Existe un debate sobre la existencia del principio de igualdad ante la ley en estados monárquicos, como España, Reino Unido, Japón o Camboya.
Quienes sostienen que en las monarquías parlamentarias el principio de igualdad ante la ley no existe o solo existe de manera atenuada, argumentan que toda monarquía, por atenuados que estén los poderes del rey y los nobles, es en sí misma una contradicción al principio de igualdad ante la ley. Sin importar las diferencias entre los distintos sistemas de monarquía, el principio no existe si la ley de un país establece que algunos cargos públicos y el ejercicio del poder político que ellos conllevan, solo puede ser ocupados por algunos ciudadanos y no por otros, simplemente a causa de los antepasados de quienes descienden.
Quienes sostienen que la monarquía parlamentaria no es incompatible con el principio de igualdad ante la ley utilizan diferentes argumentos, según las características de cada sistema. En España, argumentan que, la desigualdad de nacimiento y de mujer o hombre (sexo) establecida para el acceso al trono, no implican desigualdad ante la ley porque se trata de una desigualdad establecida por una ley constitucional, que queda fuera del ámbito de acción de dicho principio.

## La aplicación del principio en los diversos países
El principio se establece en la Decimocuarta Enmienda a la Constitución de los Estados Unidos:

Todas las personas nacidas o naturalizadas en los Estados Unidos y sometidas a su jurisdicción son ciudadanos de los Estados Unidos y de los Estados en que residen. Ningun Estado podrá dictar ni dar efecto a cualquier ley que limite los privilegios o inmunidades de los ciudadanos de los Estados Unidos; tampoco podrá Estado alguno privar a cualquier persona de la vida, la libertad o la propiedad sin el debido proceso legal; ni negar a cualquier persona que se encuentre dentro de sus limites jurisdiccionales la protección de las leyes, igual para todos.

En Francia, el Artículo 1 de la Declaración de los Derechos del Hombre y del Ciudadano de 1789, la cual forma parte de la Constitución francesa de 1958 establece:

Los hombres nacen y permanecen libres e iguales en derechos. Las distinciones sociales sólo pueden fundarse en la utilidad común.

En El Salvador se reconoce en el artículo 3 la Constitución de la República de 1983:

Art. 3.- Todas las personas son iguales ante la ley. Para el goce de los derechos civiles no podrán establecerse restricciones que se basen en diferencias de nacionalidad, raza, sexo o religión. No se reconocen empleos ni privilegios hereditarios.

En Argentina el principio de igualdad ante la ley está reconocido en el artículo 16 de la Constitución:

La Nación Argentina no admite prerrogativas de sangre, ni de nacimiento: No hay en ella fueros personales ni títulos de nobleza. Todos sus habitantes son iguales ante la ley, y admisibles en los empleos sin otra condición que la idoneidad. La igualdad es la base del impuesto y de las cargas públicas

En Nicaragua, Artículo 27 de la Constitución, Ley Máxima de la Nación:

Todas las personas son iguales ante la ley y tienen derecho a igual protección. No habrá discriminación por motivos de nacimiento, nacionalidad, credo político, raza, sexo, idioma, religión, opinión, origen, posición económica o condición social.
 
Los extranjeros tienen los mismos deberes y derechos que los nicaragüenses, con la excepción de los derechos políticos y los que establezcan las leyes; no pueden intervenir en los asuntos políticos del país...
El Estado respeta y garantiza los derechos reconocidos en la presente Constitución a todas las
personas que se encuentren en su territorio y estén sujetas a su jurisdicción.

En España, Artículo 14 de la Constitución:

Los españoles son iguales ante la ley, sin que pueda prevalecer discriminación alguna por razón de nacimiento, raza, sexo, religión, opinión o cualquiera otra condición o circunstancia personal o social.

En Colombia el principio está establecido en Artículo 13.º de la Constitución:

Todas las personas nacen libres e iguales ante la ley, recibirán la misma protección y trato de las autoridades y gozarán de los mismos derechos, libertades y oportunidades sin ninguna discriminación por razones de sexo, raza, origen nacional o familiar, lengua, religión, opinión política o filosófica.

El Estado promoverá las condiciones para que la igualdad sea real y efectiva y adoptará medidas en favor de grupos discriminados o marginados.

El Estado protegerá especialmente a aquellas personas que por su condición económica, física o mental, se encuentren en circunstancia de debilidad manifiesta y sancionará los abusos o maltratos que contra ellas se cometan.

En Chile, está asegurado en el art. 19 n.º 2 de su Carta Fundamental:

La igualdad ante la ley. En Chile no hay persona ni grupo privilegiados.

En Chile no hay esclavos y el que pise su territorio queda libre. Hombres y mujeres son iguales ante la ley.

Ni la ley ni autoridad alguna podrán establecer diferencias arbitrarias.

En México, el primer artículo de la Constitución política de los Estados Unidos Mexicanos, establece el reconocimiento de los derechos humanos con el siguiente texto:

En los Estados Unidos Mexicanos todas las personas gozarán de los derechos humanos reconocidos en esta Constitución y en los tratados internacionales de los que el Estado Mexicano sea parte. [...] Este reconocimiento tienen el objeto evitar los privilegios injustificados y colocar a todos los ciudadanos, es decir al pueblo (los soberanos, artículo 39 constitucional) en la misma situación legal y de la protección mas amplia frente a la ley. La igualdad jurídica consiste en evitar las distinciones que se hagan por color de la piel, género, edad, religión, profesión, posición económica, etc. en resumen:
Art. 1º Goce para todas las personas de las garantías que otorga la constitución. (modificación realizada y publicada en el Diario Oficial de la Federación el 10 de Junio del 2011)
Art. 2º Prohibición de la esclavitud.
Art. 4º Igualdad de derechos sin distinción de género. (el hombre y la mujer son iguales ante la ley.)
Art. 12º Prohibición de títulos nobiliarios.
Art. 13º Prohibición de fueros, salvo los que indique la ley, lo que en México constituye una subjetividad o parcialidad legal.

En Ecuador, está regulado en el art. 11 de la Constitución:

Art. 11.- EI ejercicio de los derechos se regirá por los siguientes principios:

(...)
2. Todas las personas son iguales y gozaran de los mismos derechos, deberes y oportunidades. 
Nadie podrá ser discriminado por razones de etnia, lugar de nacimiento, edad, sexo, identidad de género, identidad cultural, 
estado civil, idioma, religión, ideología, filiación política, pasado judicial, condición socio-económica, condición migratoria, orientación sexual, estado de salud, portar VIH, discapacidad, diferencia física; ni 
por cualquier otra distinción, personal o colectiva, temporal o permanente, que tenga por objeto o resultado menoscabar o anular el reconocimiento, goce o ejercicio de los derechos.  La ley sancionará toda forma de discriminación. 
El Estado adoptará medidas de acción afirmativa que promuevan la igualdad real en favor de los titulares de derechos que se encuentren en situación de desigualdad.

(...)

Como complemento, el art. 9 de la misma Constitución, establece también la igualdad, en cuanto a la titularidad de los mismos derechos y deberes, entre ecuatorianos y extranjeros:

Art. 9.-  Las personas extranjeras que se encuentren en el territorio ecuatoriano tendrán los mismos derechos y deberes que las ecuatorianas, de acuerdo con la Constitución.

Y el Código Civil, en desarrollo del principio, establece:

Art. 43.- La ley no reconoce diferencia entre el ecuatoriano y el extranjero, en cuanto a la adquisición y goce de los derechos civiles que regla este Código.

En el Perú, posee en la Constitución y exige la igualdad entre todos los ciudadanos en el art. 2 inciso 2:

Art. 2.- A la igualdad ante la ley. Nadie debe ser discriminado por motivo de origen,
raza, sexo, idioma, religión, opinión, condición económica o de cualquiera
otra índole.
Congreso de la República Peruana